# Octon, Hérault
Octon este o comună în departamentul Hérault din sudul Franței. În 2009 avea o populație de 440 de locuitori.

## Vezi și

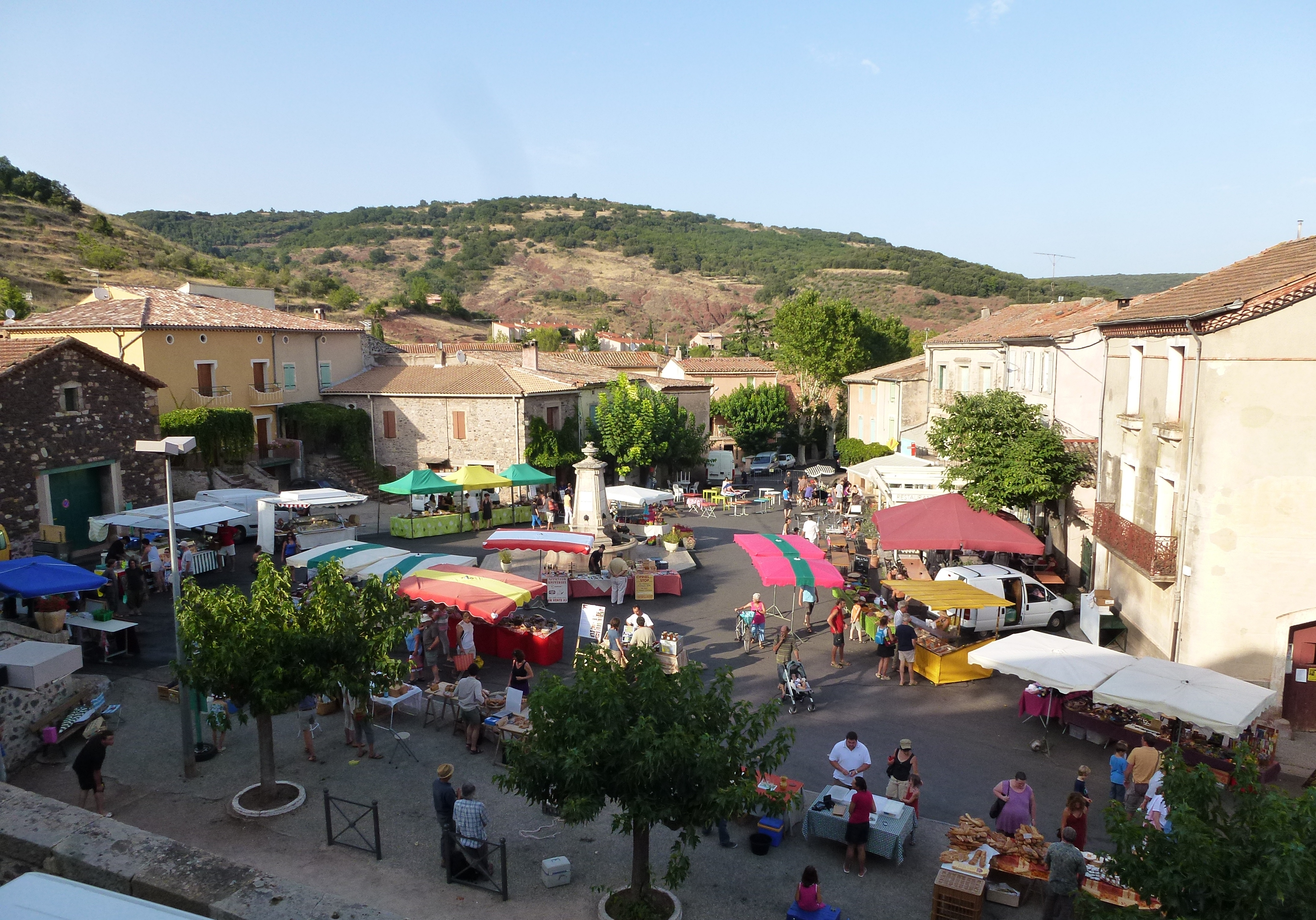
Grand Place in Octon 2012

## Evoluția populației
| An        | 1975 | 1982 | 1990 | 1999 | 2006 | 2009 |
| --------- | ---- | ---- | ---- | ---- | ---- | ---- |
| Populație | 220  | 243  | 350  | 397  | 408  | 440  |